# Ilkka Kivimäki
Ilkka Kivimäki est un copilote de rallye finlandais, né le 20 juillet 1949.

## Biographie
Sa carrière comme navigateur a débuté en 1970, au rallye des 1000 lacs aux côtés de Risto Kivimäki (pour deux saisons).
I. Kivimäki a été champion de Finlande des rallyes en groupe 4 en 1978 avec Markku Alén  (sur Fiat 131 Abarth), et vice-champion du monde des Rallyes en 1986 (sur Lancia Delta S4), et en 1988 (sur Lancia Delta Integrale).
Il a participé à 1 course en IMC en 1972, 127 courses en WRC de 1973 à 1993, et à 9 courses en ERC de 1970 à 1989, toutes avec M. Alén de 1973 à 1993.

### Victoires en  rallyes (avec M. Alén)

#### Victoires en championnat d'Italie des rallyes
| # | Saison | Rallye                                                                        | Pays   | Voiture                  |
| - | ------ | ----------------------------------------------------------------------------- | ------ | ------------------------ |
| 1 | 1978   | 6e Tour d'Italie automobile (comptant pour la Coupe d'Italie des conducteurs) | Italie | Lancia Stratos HF        |
| 2 | 1980   | 8e Tour d'Italie automobile                                                   | Italie | Lancia Monte-Carlo Turbo |

#### Victoires en championnat d'Europe des rallyes
| # | Saison | Rallye                    | Pays    | Voiture                |
| - | ------ | ------------------------- | ------- | ---------------------- |
| 1 | 1978   | 6e Tour d'Italie          | Italie  | Lancia Stratos HF      |
| 2 | 1988   | 11e Rallye Costa Smeralda | Espagne | Lancia Delta Integrale |

#### Victoires en championnat du monde des rallyes (WRC)
| #  | Saison | Rallye                        | Pays        | Voiture                |
| -- | ------ | ----------------------------- | ----------- | ---------------------- |
| 1  | 1975   | 9e Rallye du Portugal         | Portugal    | Fiat Abarth 124 Rallye |
| 2  | 1976   | 26e Rallye des 1000 lacs      | Finlande    | Fiat 131 Abarth        |
| 3  | 1977   | 11e Rallye du Portugal        | Portugal    | Fiat 131 Abarth        |
| 4  | 1978   | 12e Rallye du Portugal        | Portugal    | Fiat 131 Abarth        |
| 5  | 1978   | 28e Rallye des 1000 lacs      | Finlande    | Fiat 131 Abarth        |
| 6  | 1978   | 20e Rallye Sanremo            | Italie      | Lancia Stratos HF      |
| 7  | 1979   | 29e Rallye des 1000 lacs      | Finlande    | Fiat 131 Abarth        |
| 8  | 1980   | 30e Rallye des 1000 lacs      | Finlande    | Fiat 131 Abarth        |
| 9  | 1981   | 15e Rallye du Portugal        | Portugal    | Fiat 131 Abarth        |
| 10 | 1983   | 27e Tour de Corse             | France      | Lancia Rally 037       |
| 11 | 1983   | 25e Rallye Sanremo            | Italie      | Lancia Rally 037       |
| 12 | 1984   | 28e Tour de Corse             | France      | Lancia Rally 037       |
| 13 | 1986   | 21e Rallye Olympus            | États-Unis  | Lancia Delta S4        |
| 14 | 1987   | 21e Rallye du Portugal        | Portugal    | Lancia Delta HF 4WD    |
| 15 | 1987   | 34e Rallye de l'Acropole      | Grèce       | Lancia Delta HF 4WD    |
| 16 | 1987   | 37e Rallye de Finlande        | Finlande    | Lancia Delta HF 4WD    |
| 17 | 1988   | 38e Rallye du Suède           | Suède       | Lancia Delta HF 4WD    |
| 18 | 1988   | 38e Rallye de Finlande        | Finlande    | Lancia Delta Integrale |
| 19 | 1988   | 37e Rallye de Grande-Bretagne | Royaume-Uni | Lancia Delta Integrale |